# Оверейсе
Оверейсе (на нидерландски: Overijse) е селище в Централна Белгия, окръг Хале-Вилворде на провинция Фламандски Брабант. Населението му е около 24 100 души (2006).